# Фригольд
Фри́гольд (англ. freehold, от free — свободный и hold — владение, держание; позднелат. liberum tenementum) — «свободное владение». Исторически — наименование различных форм феодального земельного владения или держания в средневековой Англии, наследственного или пожизненного. В современном англосаксонском праве — безусловное право владения на недвижимость (все чаще используется более современное написание фрихолд).

## Фригольд в средневековой Англии
С юридической точки зрения фригольд формально не имел признаков сословной или классовой принадлежности, так как являлся единой для всех формой де-юре признания феодального землевладения. В Англии XIII века фригольд различался практически лишь по признакам формальным и, прежде всего — по роду связанных с ним повинностей. Среди разновидностей фригольда выделялись военно-рыцарское держание, которое после введения института «щитовых денег» стало доступно не только рыцарям, свободный сокаж — держание за ренту, служилое держание — сержантерия, держание по городскому праву — бургаж, церковное держание — на «свободной милостыне».
В соответствии с английским общим правом, в понятие фригольда входило крестьянское и городское держание на условиях выплаты ренты, рыцарское держание на условиях несения воинской службы, церковное держание.
В более узком значении, фригольдом называлось свободное держание внутри манора, юридически противопоставлявшееся вилланскому держанию, а с XV века — копигольду. Крестьяне-фригольдеры обладали личной свободой, имели фиксированную ренту, право свободного завещания, раздела и отчуждения держания, а также право защиты в королевских судах. Эти особенности в сочетании со сравнительно низкой рентой уже в конце XII века приближали наиболее зажиточную часть крестьян-фригольдеров к положению мелких феодальных собственников земли. Вместе с тем в процессе расслоения крестьянства основная масса мелких крестьян-фригольдеров разорялась, смыкаясь по своему положению с вилланами (позднее копигольдерами). Фригольд явился формой держания, под оболочкой которой вызревали наиболее благоприятные условия для превращения земли в буржуазную собственность.
Хотя, по некоторым предположениям, две трети культивировавшейся в стране площади считались фригольдом и только одна треть — копигольдом, это ещё отнюдь не значит, что соотношение фригольдеров и копигольдеров среди крестьян было таким же. Все дело в том, что земля, значившаяся фригольдом для владельцев в манорах большей части страны, в своей львиной доле не сдавалась на этом праве тем, кто её обрабатывал. Имеются основания считать, что для большей части держателей крестьянского типа в северо-западных, юго-западных и частично центральных графствах типичным являлось земельное держание на праве копигольда и только в графствах Восточной и Северо-Восточной Англии удельный вес мелких фригольдеров был в 2 раза выше, чем в других регионах страны, но тем не менее и здесь уступал численности копигольдеров.
Юридически фригольд вместе с другими формами держаний был отменён в 1925 г.

## Фригольд в современном праве
В современном английском праве (и праве ряда других стран) фригольд (freehold) — безусловное право собственности на недвижимость. Это означает, что не только здание, но и участок земли, на котором оно расположено находятся в собственности владельца. Право собственности «фригольд» означает, что вы являетесь владельцем собственности. Вы несете полную ответственность за содержание и ремонт своей собственности. Право собственности — это право на недвижимость, позволяющее собственнику владеть недвижимостью на протяжении своей жизни без вмешательства других лиц. Существуют два признака, необходимых для существования freehold:
- неподвижность, то есть объектом является земельный участок или выгода, получаемая от владения участком;
- неопределенный срок действия: если срок владения имуществом определён — это не фригольд.